# 張麟 (明朝駙馬)
張麟（?—?），明朝駙馬都尉，鳳陽人，明太祖第八女福清公主的丈夫。鳳翔侯張龍之子。

## 人物生平
洪武十八年三月十七日（1385年4月26日），福清公主下嫁張麟，生有一個獨生子張傑。
鳳翔侯張龍去世後，張麟未能嗣侯。
永樂初年，張家被剝奪了爵位，張傑侍公主在京師，永樂年間去世。
宣德十年（1435年），張傑的兒子請求嗣侯爵，吏部稱張龍的侯爵已經四十年不嗣，於是不許。